# Love Songs (album Ayumi Hamasaki)
Love songs – dwunasty album Ayumi Hamasaki. Płyta ukazała się 22 grudnia 2010 roku. Wydanie albumu zbiegło się z wydaniem debiutanckiego singla Naoya Urata Dream ON, którego producentką i autorką tekstów była Hamasaki. Był to jej pierwszy utwór skomponowany dla innego artysty.
Utwór tytułowy jest grudniową piosenką przewodnią programu Sukkiri! stacji NTV. Został on również wydany specjalnie w wersji acapella w sklepie online mu-mo.
Album osiągnął 1 pozycję w rankingu Oricon oraz zyskał status platynowej płyty za sprzedaż 272 653 egzemplarzy, a także status złotej płyty za cyfrowe pobrania utworu na telefony komórkowe.

## Lista utworów
Wszystkie utwory zostały skomponowane i napisane przez Ayumi Hamasaki, z wyjątkiem ścieżki #16 autorstwa Mitsuko Komuro.

### CD
| #                                              | Tytuł                                            | Muzyka            | Aranżacja        | Czas |
| ---------------------------------------------- | ------------------------------------------------ | ----------------- | ---------------- | ---- |
| 1                                              | "Love song"                                      | Tetsuya Komuro    | Yuta Nakano      | 4:25 |
| 2                                              | "crossroad"                                      | Tetsuya Komuro    | Tetsuya Komuro   | 4:51 |
| 3                                              | "MOON"                                           | Yasuhiko Hoshino  | Yuta Nakano      | 5:47 |
| 4                                              | "sending mail"                                   | Tetsuya Komuro    | Yuta Nakano      | 4:32 |
| 5                                              | "Last angel"                                     | Tetsuya Komuro    | CMJK             | 5:44 |
| 6                                              | "insomnia"                                       | CMJK              | CMJK             | 2:01 |
| 7                                              | "Like a doll"                                    | Tetsuya Komuro    | CMJK             | 4:57 |
| 8                                              | "Aria"                                           | Yuta Nakano       | Yuta Nakano      | 1:35 |
| 9                                              | "blossom"                                        | Yasuhiko Hoshino  | Yuta Nakano      | 4:07 |
| 10                                             | "Thank U"                                        | Tetsuya Komuro    | Yuta Nakano      | 5:29 |
| 11                                             | "Sweet Season"                                   | Noriyuki Makihara | Shingo Kobayashi | 5:04 |
| 12                                             | "overture"                                       | Yuta Nakano       | Yuta Nakano      | 1:46 |
| 13                                             | "do it again"                                    | Tetsuya Komuro    | Yuta Nakano      | 5:51 |
| 14                                             | "November"                                       | Tetsuya Komuro    | CMJK             | 5:33 |
| 15                                             | "Virgin Road"                                    | Tetsuya Komuro    | Yuta Nakano      | 5:55 |
| CD+DVD (First press) / USB+microSD Bonus track |                                                  |                   |                  |      |
| 16                                             | "SEVEN DAYS WAR" (Live at Yoyogi on Oct.11.2010) | Tetsuya Komuro    |                  | 6:52 |
| CD+DVD (Regular edition) Bonus track           |                                                  |                   |                  |      |
| 16                                             | "SEVEN DAYS WAR"                                 | Tetsuya Komuro    | CMJK             | 5:00 |

### DVD
| #  | Tytuł                                     | Reżyser        | Czas |
| -- | ----------------------------------------- | -------------- | ---- |
| 1  | "MOON" (video clip)                       | Hideaki Sunaga | 5:55 |
| 2  | "blossom" (video clip -director's cut-)   | Takahide Ishii |      |
| 3  | "crossroad" (video clip)                  | Masashi Muto   | 4:53 |
| 4  | "Sweet Season" (video clip)               | Luis Hernandez | 5:22 |
| 5  | "Virgin Road" (video clip)                | Masashi Muto   | 5:52 |
| 6  | "Last angel" (video clip)                 | Masashi Muto   |      |
| 7  | "Love song" (video clip)                  | Masashi Muto   |      |
| 8  | "do it again" (video clip)                | Masashi Muto   |      |
| 9  | "MOON" (making clip)                      |                | 3:55 |
| 10 | "crossroad" (making clip)                 |                | 3:10 |
| 11 | "Sweet Season" (making clip)              |                | 4:19 |
| 12 | "Virgin Road" (making clip)               |                | 7:06 |
| 13 | "Last angel & Love song" (making clip #1) |                |      |
| 14 | "Love song & Love song" (making clip #2)  |                |      |
| 15 | "do it again" (making clip)               |                |      |